# Criorhina pachymera
Criorhina pachymera es una especie de sírfido. Se distribuyen por Europa.